# NGC 3868
NGC 3868 este o liner situată în constelația Leul. A fost descoperită în 23 martie 1884 de către Édouard Stephan⁠(d). Se află la o distanță de 93,49 de megaparseci de Pământ.